# Nico Declercq

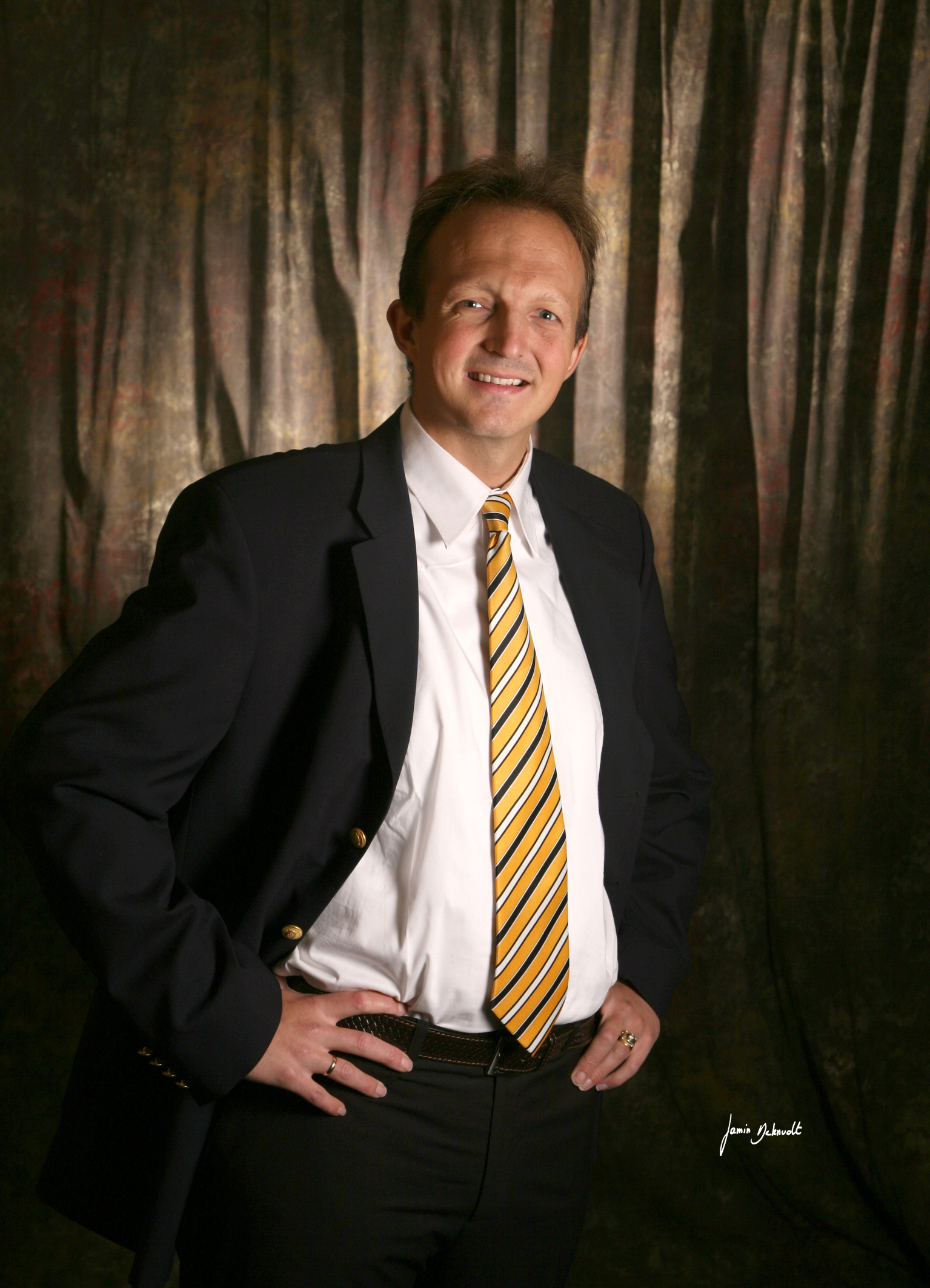
Nico Declercq

Nico Felicien Declercq (Kortrijk, 27 december 1975) is een Belgisch natuurkundige.
Hij is vastbenoemd als hoogleraar aan het Georgia Institute of Technology in Atlanta en Georgia Tech Lorraine in Frankrijk. Hij legt zich toe op niet-destructief onderzoek van materialen, op akoestiek, op theoretische en experimentele lineaire en niet-lineaire ultrasone golven en op akoesto-optica. Hij publiceerde verschillende wetenschappelijke artikelen in internationale wetenschappelijke tijdschriften. Hij deed ook onderzoek naar de akoestiek van Chichén Itzá en Epidaurus.

## Levensloop
Declercq behaalde zijn diploma kandidaat en licentiaat in de natuurkunde (met optie fysica) aan de Katholieke Universiteit Leuven in 1996 respectievelijk 2000 en behaalde zijn doctoraat in de Toegepaste Wetenschappen (optie Natuurkunde) aan de Universiteit Gent in 2005 met financiële steun van het IWT. Hij werkte daarna een jaar als postdoctoraal onderzoeker van het FWO-Vlaanderen en werd vervolgens benoemd tot professor aan het Amerikaanse Georgia Institute of Technology in 2006.
Hij ontving de International Dennis Gabor Award van de Novofer Foundation in het Hongaarse parlement op 21 december 2006. Deze prijs is een eerbetoon aan de Hongaarse Nobelprijswinnaar Dennis Gabor en wordt driejaarlijks uitgereikt, onder de voogdij van de Hongaarse Academie der Wetenschappen.
Hij ontving de prestigieuze Early Career Award "voor buitengewone bijdragen tot het ultrasoon onderzoek, in het bijzonder tot de studie van de voortplanting en diffractie van akoestische golven" van de International Commission for Acoustics in 2007.
In 2008 ontving Declercq de "Georgia Tech Sigma Xi Young Faculty Award".
Declercq werd in september 2011 verkozen tot permanent lid van het organiserend comité van de International Congress on Ultrasonics en is mederedacteur van The European Journal of Acoustics - Acta Acustica united with Acustica en gastredacteur van Elseviers tijdschrift Ultrasonics.
Hij woonde van 1975 tot 2007 in Deerlijk.